# Takhtajaniantha pusilla
Takhtajaniantha pusilla là một loài thực vật có hoa trong họ Cúc. Loài này được (Pall.) Nazarova miêu tả khoa học đầu tiên năm 1990.